# Anuradhapura
Anuradhapura (del cingalés: අනුරාධපුරය) en tamil: அனுராதபுரம es una de las capitales más antiguas de Sri Lanka, conocida por sus ruinas muy bien conservadas. La civilización que se desarrolló en torno a esta ciudad fue una de las mayores de Asia. Se encuentra a 205 km al norte de la capital comercial Colombo, en el distrito de Anuradhapura, en la provincia Central del Norte, Sri Lanka.
En la actualidad está considerada por la Unesco, desde el año 1982, como Patrimonio de la Humanidad. Abarca un área protegida de 4000 ha.
Fundada en el siglo IV a. C. fue la capital del Reino de Anuradhapura hasta el comienzo del siglo IX. Durante este periodo fue uno de los centros de poder político más estables y duraderos del Asia meridional. En la actualidad esta antigua ciudad, sagrada para el budismo, cuyos monasterios circundantes cubren un área de más de 40 km²,  es uno de los mayores yacimientos arqueológicos del mundo.